# Gemstones
Gemstones är den amerikanska sångaren och låtskrivaren Adam Greens tredje soloalbum, utgivet 2005.

## Låtlista
Samtliga låtar skrivna av Adam Green.
1. "Gemstones" - 2:24
2. "Down on the Street" - 2:07
3. "He's the Brat" - 2:03
4. "Over the Sunrise" - 1:44
5. "Crackhouse Blues" - 2:07
6. "Before My Bedtime" - 2:40
7. "Carolina" - 2:51
8. "Emily" - 2:45
9. "Who's Your Boyfriend" - 1:42
10. "Country Road" - 2:27
11. "Choke on a Cock" - 1:38
12. "Bible Club" - 1:52
13. "Chubby Princess" - 1:43
14. "Losing on a Tuesday" - 1:46
15. "Teddy Boys" - 1:50